# Maurice Couve de Murville
Pour les articles homonymes, voir Couve (homonymie) et Murville (homonymie).
« Maurice Couve », « Couve de Murville » et « De Murville » redirigent ici. Pour l'homme d'Église, voir Maurice Couve de Murville (évêque).
Maurice Couve de Murville, né le 24 janvier 1907 à Reims et mort le 24 décembre 1999 à Paris, est un haut fonctionnaire, diplomate et homme d'État français. Il est Premier ministre du 10 juillet 1968 au 20 juin 1969.
Collaborateur puis résistant et gaulliste durant la Seconde Guerre mondiale, il devient ministre des Affaires étrangères en 1958, une fonction qu'il occupe pendant dix ans. Il est ensuite ministre de l’Économie et des Finances pendant un mois.
Après la démission de Georges Pompidou, il est nommé chef du gouvernement par le président de la République, Charles de Gaulle. Il reste Premier ministre pendant l'intérim d'Alain Poher. Il détient le record de brièveté pour un chef de gouvernement sous la Ve République pendant 22 ans, Édith Cresson battant ensuite ce record.
Élu député de la 6e circonscription de Paris pour la première fois en 1968, il exerce à nouveau ce mandat de 1973 à 1986. À la même époque, il est conseiller régional d'Île-de-France et conseiller du 8e arrondissement de Paris. Il est sénateur de Paris de 1986 à 1995, année où il se retire de la vie politique.

## Biographie

### Jeunesse et études
La famille Couve de Murville est une ancienne famille bourgeoise protestante du Languedoc établie ensuite en Provence. Son fondateur, Jean-Baptiste Couve (né vers 1720) est tailleur d'habits à Montpellier (Hérault). Son fils, Philippe Couve (1757-1815), est commerçant à Marseille. Parmi leurs descendants se succèdent des négociants, des courtiers d'assurance maritime et des hommes de loi.
Maurice Couve de Murville, né Jacques-Maurice Couve, est le fils du magistrat Édouard Couve (1863-1939) et d'Hermine Caesar (1876-1963).
Lauréat du Concours général de géographie en 1922, il suit ses études secondaires au lycée Louis-le-Grand. Ayant obtenu le baccalauréat, il s'inscrit en faculté de droit à l'université de Paris. En 1926, il s'inscrit à l'École libre des sciences politiques. Il étudie sous la férule de Clément Colson en économie politique, et Wilfrid Baumgartner en finances publiques, qui écrit de lui dans son bulletin : « M. Couve de Murville est un candidat hors de pair ». Il sort diplômé de l'école en 1928, avec la mention « très bien » et le rang de major de la section Finances publiques.
Sa licence de droit et son diplôme de Sciences-Po en poche, il prépare le concours de l'Inspection des finances, où il est admis en 1930.
À cette même époque, le 9 septembre 1932, il épouse Jacqueline Schweisguth (1912-2002), artiste-peintre sous le pseudonyme de Véra Fabre, qui lui donne trois filles, prénommées Juliette, Dorothée et Béatrice.

### Parcours professionnel
Maurice Couve de Murville devient, après ses études et sa réussite au concours, Inspecteur des finances, servant les institutions de la IIIe République de 1930 à 1940. Après le vote des parlementaires réunis à Vichy le 10 juillet 1940 et le vote des pleins pouvoirs au maréchal Pétain, il sert, comme ses collègues membres de l'Inspection des Finances, le nouveau régime politique qu'est le gouvernement de Vichy. Il s'en éloigne en mars 1943, alors qu'il se trouve en mission, envoyé par le gouvernement de Vichy à Alger. Il est proche, dans un premier temps, du général Giraud et il rejoint ensuite les rangs de la France libre en juin 1943. Après la Libération, à compter de février 1945, il entame une carrière diplomatique, notamment en tant qu'ambassadeur auprès de l'Italie, puis dans d'autres pays, notamment aux États-Unis et enfin en République fédérale d'Allemagne.
Sa fidélité au Général lui vaut d'être nommé ministre des Affaires étrangères à l'occasion du retour de celui-ci au pouvoir, en 1958. Il conserve ce poste après l'instauration de la Ve République, dont il est le premier ministre des Affaires étrangères, une fonction qu'il exerce durant dix ans, ce qui constitue un record pour un hôte du quai d'Orsay. Il lui appartient, à ce poste régalien, de mettre en œuvre la politique étrangère d'obédience gaullienne.
Après les événements de Mai 68, il devient brièvement ministre de l'Économie et des Finances, avant d'être, quelques semaines plus tard, nommé Premier ministre. La démission du président de Gaulle, consécutive à la victoire des opposants au gaullisme à l'occasion du référendum du 27 avril 1969, précipite la fin de son gouvernement, l'un des plus éphémères de la Ve République.

#### De laIIIeRépublique au régime de Vichy puis au service de la France Libre
Entre 1936 et 1937, Maurice Couve de Murville exerce la fonction d'attaché financier auprès de l'ambassade de France à Bruxelles, puis il entre au sein du « mouvement général des fonds », structure précédant la direction du Trésor, au ministère des Finances. Cadre, puis directeur adjoint de cette administration, il doit gérer les fonds lors de l'entrée en guerre de la France contre l'Allemagne, jusqu'au mois de septembre 1940, lorsqu'il est nommé directeur des Finances extérieures et des Changes (DFEC).
À ce poste, ses attributions lui confèrent une importance capitale puisqu'il est chargé d'avaliser tous les mouvements financiers franco-allemands tout en devant « réduire l'influence juive dans l'économie française »,. Il quitte ces fonctions au mois de mars 1943 après avoir siégé au sein de la délégation française à la Commission d’armistice de Wiesbaden qui siège sous l'autorité du haut commandement allemand.
En mars 1943, quatre mois après le débarquement des Alliés en Afrique du Nord, il part pour Alger, via l’Espagne, où l’avait envoyé Jean Jardin, chef de cabinet de Pierre Laval, pour avoir un homme à lui dans l'autre camp. L'inspecteur des finances ayant reçu un passeport officiel du gouvernement de Vichy, Charles de Gaulle aurait déclaré : « Couve a passé les Pyrénées en sleeping. » Le 20 mars 1943, il devient secrétaire général du général Giraud .
Le 7 juin 1943, il est nommé commissaire aux finances du Comité français de libération nationale (CFLN), c'est à ce moment que le CFLN est élargi à 14 membres ( le 7 juin, 7 nouveaux membres sont ajoutés : 3 Giraudistes dont Maurice Couve de Murville et 4 Gaullistes ). Lors de la fin officielle de la France Libre, dissoute le 31 juillet 1943, il est un des ralliés au général de Gaulle.
En février 1945, il devient membre du Gouvernement provisoire de la République française (GPRF) avec le rang d'ambassadeur auprès du gouvernement italien.

#### Carrière diplomatique
La carrière diplomatique de Maurice Couve de Murville, entamée à compter de février 1945 en Italie, se poursuit, notamment lorsqu'il est nommé ambassadeur de France en Égypte, siégeant au Caire de 1950 à 1954. Elle gagne en prestige en 1954, lors de sa désignation comme représentant permanent de la France auprès de l'OTAN, bien qu'il n'exerce cette fonction qu'une seule année, avant d'être nommé ambassadeur à Washington, entre 1955 et 1956, puis à Bonn, de 1956 à 1958.
Sa fidélité à l'égard de Charles de Gaulle, mais également sa compétence et sa parfaite maîtrise des affaires diplomatiques, lui valent d'être nommé, par celui-ci, ministre des Affaires étrangères le 1er juin 1958, dans le dernier gouvernement de la IVe République, présidé par le général de Gaulle.

#### Ministre des Affaires étrangères puis Premier ministre
Le retour du général de Gaulle au pouvoir, le 1er juin 1958, l'amène à franchir les portes du quai d'Orsay pour le diriger, en tant que chef de la diplomatie. Dernier nommé à ce poste sous la IVe République, il sera, par ailleurs, le premier à le détenir sous la Ve République, régime sous lequel il aura accompli l'essentiel de sa carrière politique, dans l'ombre du général de Gaulle qui lui confie la tâche de mettre en œuvre la nouvelle politique étrangère de la France telle que l'« homme du 18 juin » l'a conçue.
La proximité liant les deux hommes permettra à Maurice Couve de Murville de séjourner quasiment dix ans à l'hôtel du quai d'Orsay. S'il entretient des relations cordiales avec Michel Debré, ses rapports avec Georges Pompidou seront notoirement exécrables, d'autant que le second Premier ministre du premier président de la Ve République lui reprochera son implication présumée et controversée dans l'affaire Marković, un scandale visant à atteindre l'honneur du Premier Ministre et de son épouse alors que ses ambitions présidentielles étaient de plus en plus connues. Le 5 et 12 mars 1967, il se présente aux élections législatives dans le 7e arrondissement de Paris, contre le député et maire sortant et il est alors battu par le tenant de ces deux fonctions, M. Édouard Frédéric-Dupont par 279 voix d'avance.
Au remaniement ministériel qui suit immédiatement Mai 68, il remplace aux Finances Michel Debré, ne gardant ce poste que peu de temps.
Après les élections législatives, il devient Premier ministre, le 10 juillet 1968, en remplacement de Georges Pompidou. Avec seulement 18 ministres, son gouvernement fut le plus restreint de la Ve République, avant celui de François Fillon en 2007[réf. nécessaire]. Aux fonctions de Premier ministre, il se voit chargé, par Charles de Gaulle, de préparer de vastes réformes de structures : Sénat, régions, communes, participation dans l'entreprise, universités. Resté à Matignon pendant 11 mois et 10 jours, jusqu'au 20 juin 1969, Maurice Couve de Murville détiendra le record de brièveté à ce poste, durant 22 ans et 9 mois et 13 jours, avant d'être dépassé par Édith Cresson le 2 avril 1992.

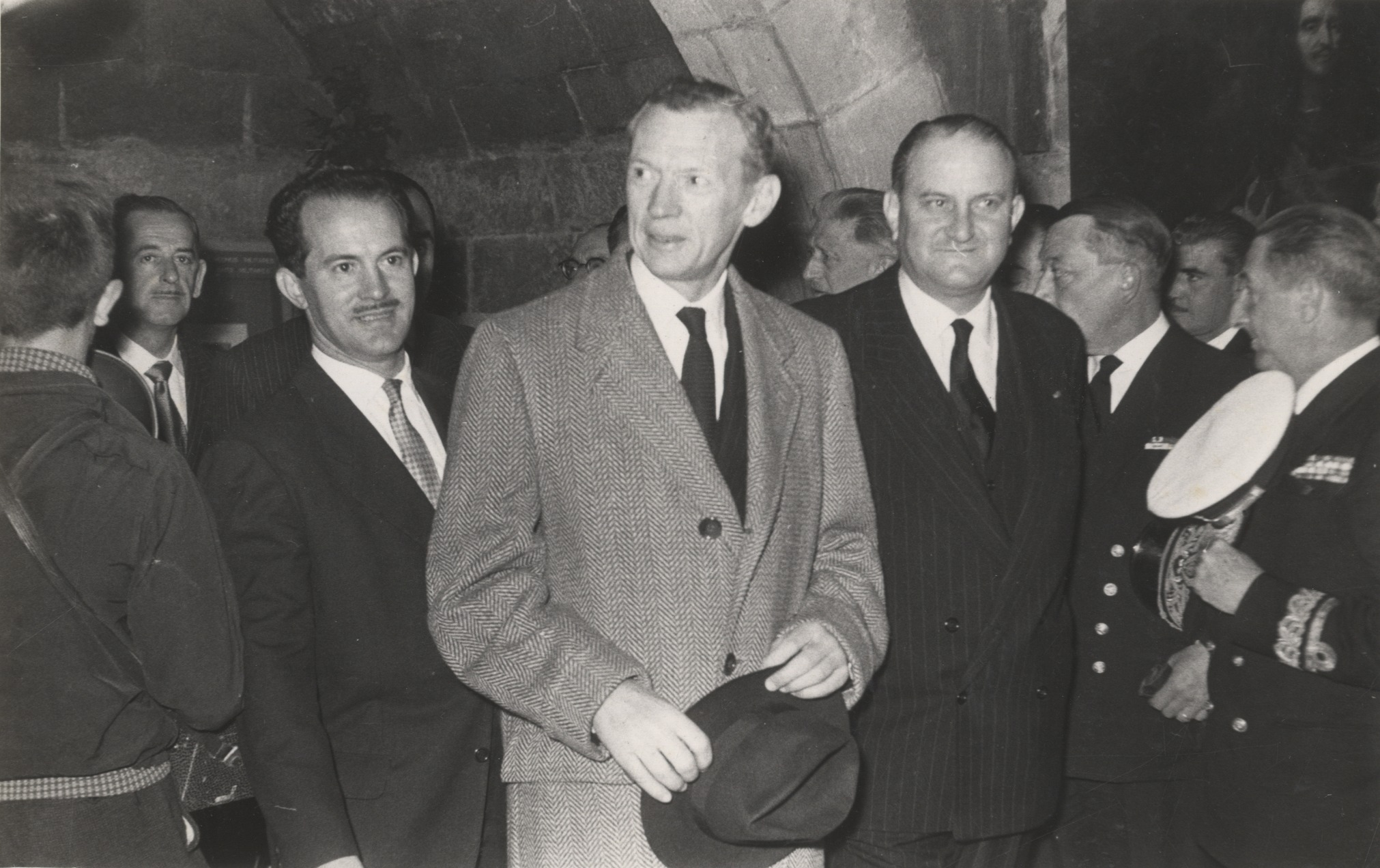
Maurice Couve de Murville à Fontarrabie avec son homologue espagnol Fernando María Castiella, à l'occasion de la célébration du 300e anniversaire du Traité des Pyrénées en octobre 1959.
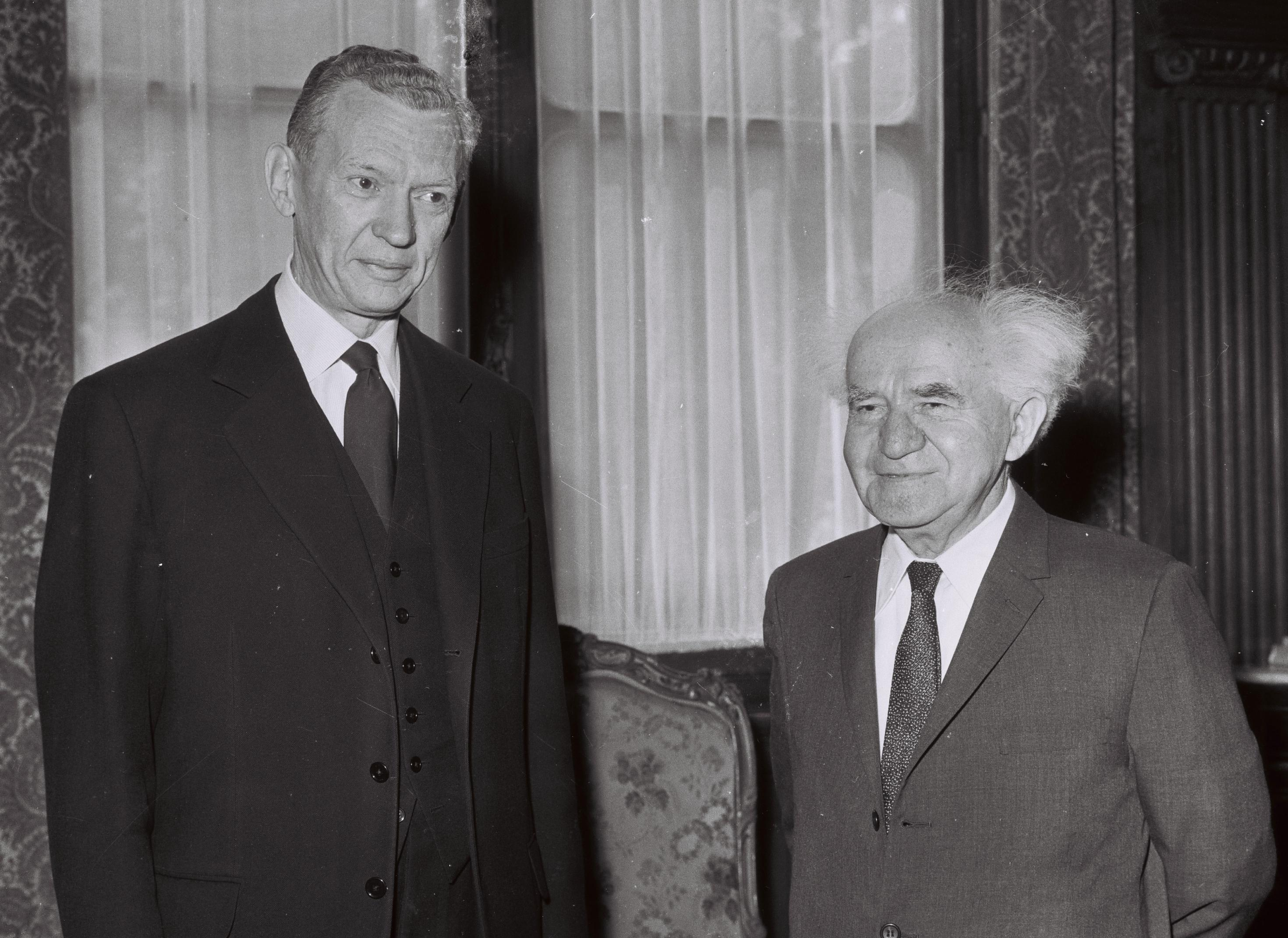
Maurice Couve de Murville recevant David Ben Gourion au quai d’Orsay le 14 juin 1960.
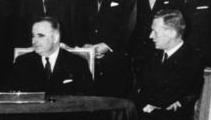
Maurice Couve de Murville (à droite), le 22 janvier 1963, avec Georges Pompidou (à gauche). Il lui succédera en 1968 en tant que Premier ministre.
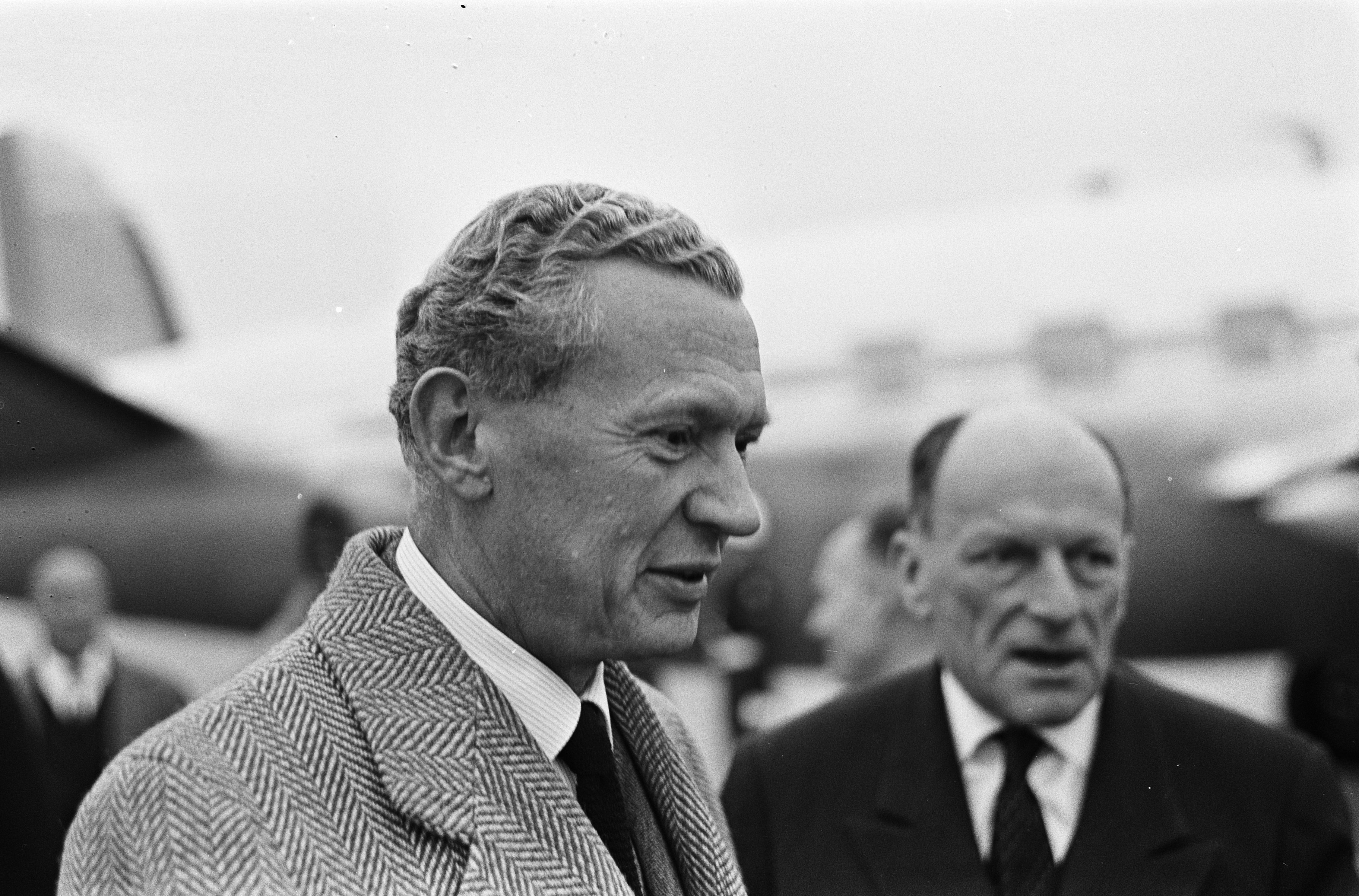
Au premier plan à gauche, Maurice Couve de Murville, le 24 octobre 1963, arrivant à l’aérodrome d’Ypenburg (nl). Au second plan à droite, l’ambassadeur de France aux Pays-Bas, Étienne de Crouy-Chanel.

#### L’après-Matignon
Après la démission de Charles de Gaulle de la présidence de la République en avril 1969 et son départ de Matignon en juin 1969, Maurice Couve de Murville est candidat le 19 octobre 1969, à l'élection législative partielle, dans la 4e circonscription des Yvelines mais il est battu par un autre membre de la « haute société protestante », Michel Rocard, qui obtient au second tour 53,78 % des suffrages exprimés (avec un taux d'abstention de 38 % au second tour le 26 octobre, qui était au 1er tour de 46 %). Il revient élu à l'Assemblée nationale lors des élections législatives en 1973 où il est président de la commission des Affaires étrangères jusqu'en 1981 ; aux élections législatives de juin 1981, faisant suite à la dissolution de l'Assemblée nationale, conséquence de l'élection de François Mitterrand le 10 mai comme Président de la République, il est réélu député de Paris. Il en est élu sénateur en 1986, jusqu'en 1995.
En octobre 1995, Couve de Murville met fin à sa carrière politique au bout de son mandat de sénateur, à l'âge de 88 ans.

#### Mort et postérité

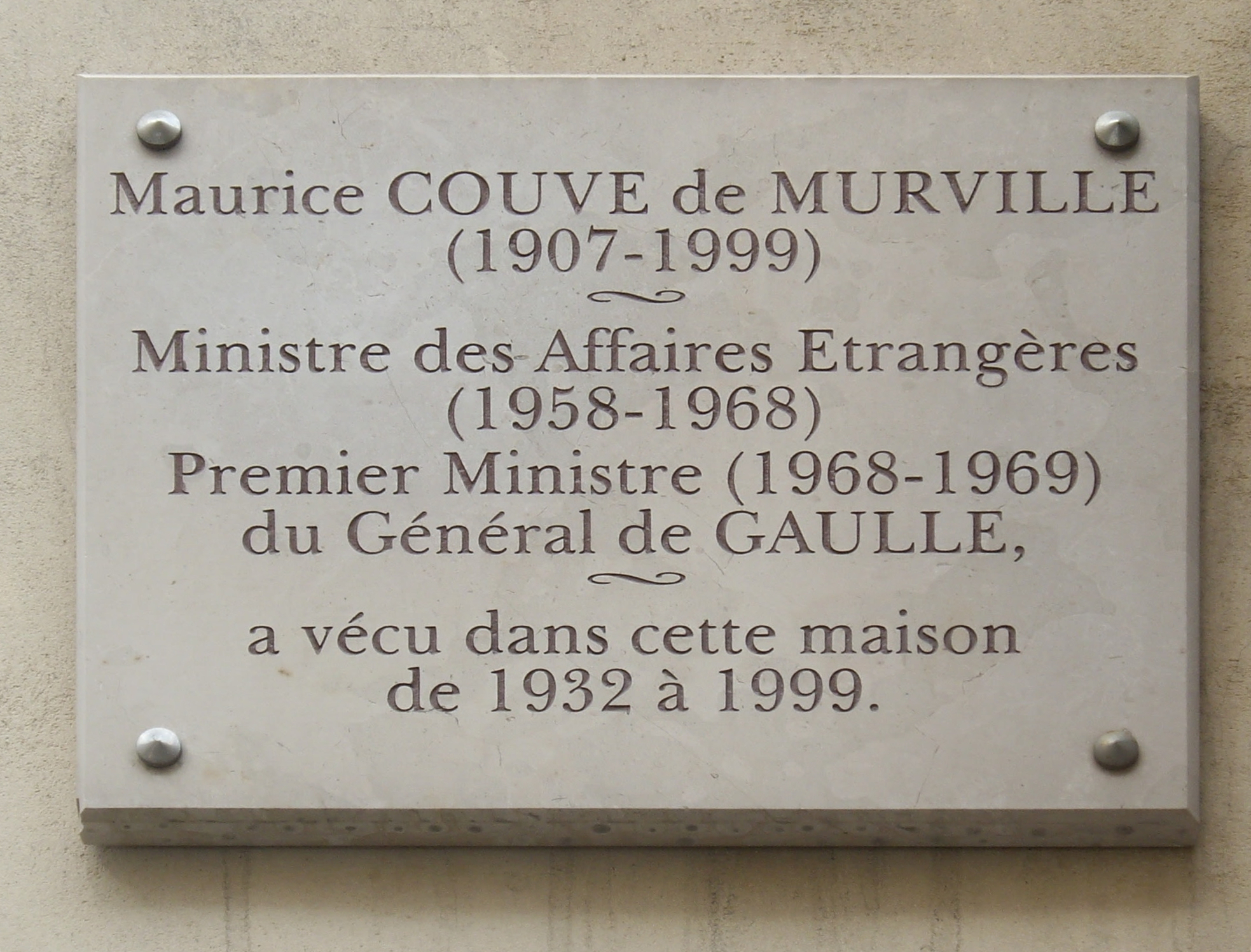
Plaque au no 44 rue du Bac.

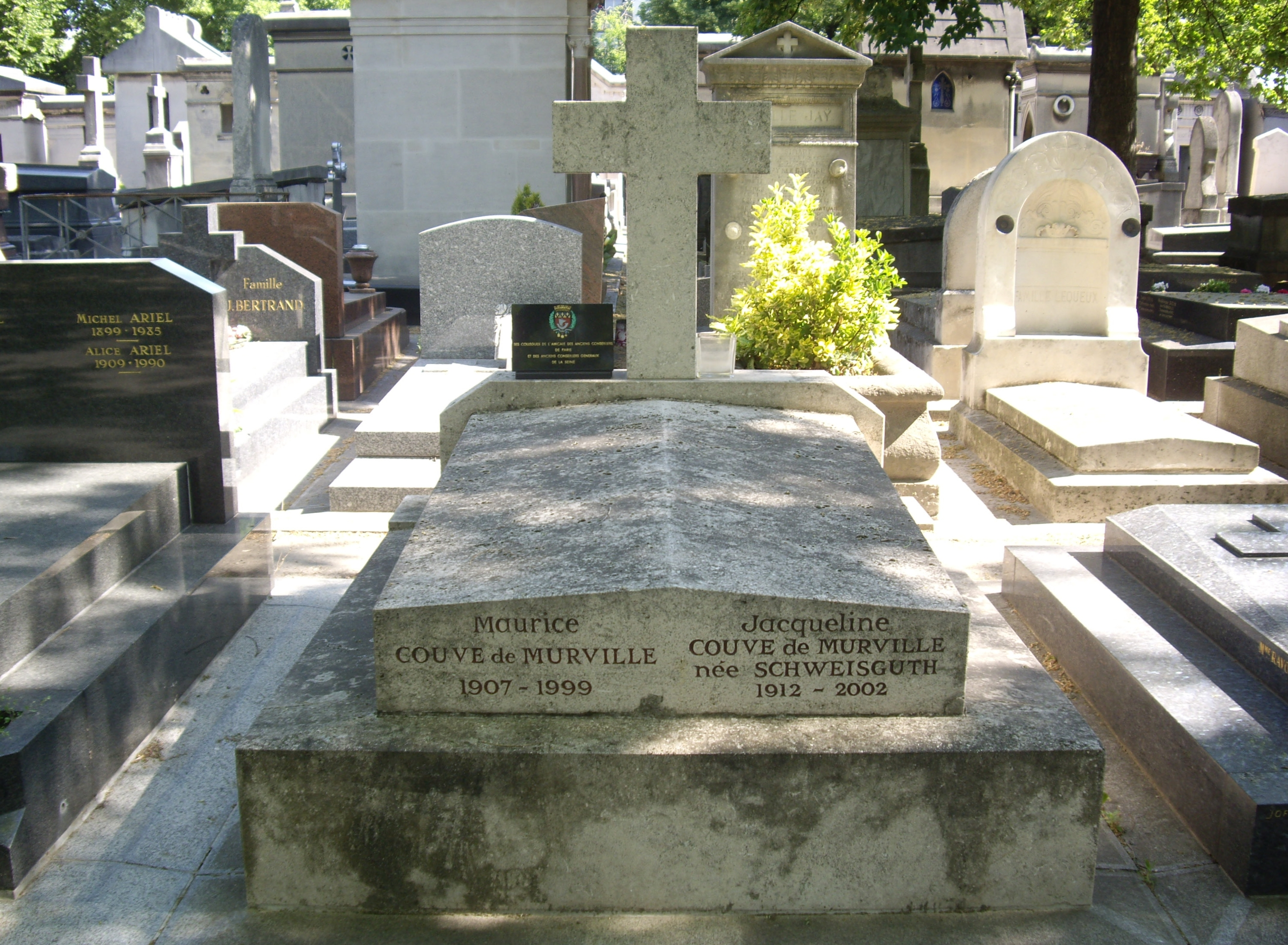
Tombe des époux Couve de Murville au cimetière du Montparnasse (division 18).

Maurice Couve de Murville meurt de vieillesse dans son appartement au no 44 rue du Bac, à Paris, à l'âge de 92 ans et 11 mois, le 24 décembre 1999. Il est enterré au cimetière du Montparnasse (18e division), le 29 décembre 1999.
Il est le doyen d'âge des Premiers ministres de la Ve République jusqu'au 3 avril 2022, date à laquelle il est dépassé par Édouard Balladur.

## Synthèse des résultats électoraux

### Élections législatives
| Année | Parti           | Parti  | Circonscription | 1er tour | 1er tour | 1er tour | 2d tour | 2d tour | 2d tour | Issue |
| Année | Parti           | Parti  | Circonscription | Voix     | %        | Rang     | Voix    | %       | Rang    | Issue |
| ----- | --------------- | ------ | --------------- | -------- | -------- | -------- | ------- | ------- | ------- | ----- |
| 1968  |                 | UDR    | 6e de Paris     | 14 998   | 53,50    | 1er      |         |         |         | Élu   |
| 1969  | 4e des Yvelines | UDR    | 10 225          | 40,95    | 1er      | 13 063   | 46,22   | 2e      | Battu   |       |
| 1973  | 6e de Paris     | UDR    | 8 056           | 33,18    | 1er      | 11 448   | 52,22   | 1er     | Élu     |       |
| 1978  | 6e de Paris     |        | RPR             | 10 502   | 46,59    | 1er      | 12 594  | 68,32   | 1er     | Élu   |
| 1981  | 6e de Paris     | 11 951 | RPR             | 66,37    | 1er      |          |         |         | Élu     |       |

### Élections sénatoriales
Les résultats ci-dessous concernent uniquement les élections où il est tête de liste.
| Année | Partis | Partis | Département | Voix  | %     | Rang | Sièges  |
| ----- | ------ | ------ | ----------- | ----- | ----- | ---- | ------- |
| 1986  |        | RPR    | Paris       | 1 989 | 84,60 | 1er  | 11 / 12 |

## Détail des mandats et fonctions
- 1er juin 1958 - 31 mai 1968 : ministre des Affaires étrangères
- 31 mai 1968 - 10 juillet 1968 : ministre de l'Économie et des Finances
- 23 juin - 11 août 1968 : élu député mais remplacé par Raymond Bousquet à la suite de sa nomination au gouvernement
- 10 juillet 1968 - 20 juin 1969 : Premier ministre (gouvernement Maurice Couve de Murville)
- 11 mars 1973 - 1er avril 1986 : député UDR puis RPR de la 6e circonscription de Paris
- 1973 - 1981 : président de la commission des Affaires étrangères de l'Assemblée nationale
- 1976 - 1992 : conseiller régional d'Île-de-France
- 1977 - 1989 : conseiller de Paris (8e arrondissement)
- 1986 - 1995 : sénateur de Paris

## Décorations
- Légion d'honneur :
  -  Commandeur de la Légion d'honneur : 1954
  -  Grand officier de la Légion d'honneur en 1996[12]
- Ordre de la Francisque[13]
- Chevalier grand-croix de l'ordre de Pie IX (nomination du 12 juin 1959 par le pape  Jean XXIII[14]).
- Chevalier grand-croix de l'ordre du Mérite de la République italienne (1959)[15].
- Grand cordon de l'ordre de la République
- Grand-croix de l'ordre du Mérite centrafricain
- Grand-croix de l'ordre d'Isabelle la Catholique
- Grand officier de l'ordre de l'Étoile équatoriale
- Grand officier de l'ordre national du Lion du Sénégal
- Grand officier de l'ordre national du Tchad
- Grand officier de l'ordre du Mono
- Grand cordon de l'ordre du Ouissam alaouite
- Grand officier de l'ordre national de Madagascar
- Grand officier de l'ordre du Mérite national mauritanien
- Grand officier de l'ordre national du Dahomey
- Commandeur de l'ordre de l'Étoile de Roumanie

## Hommage
- Place Maurice-Couve-de-Murville (Paris)

## Publications
- Une politique étrangère, 1958-1969 (1971)
- Le monde en face : Maurice Couve de Murville, entretiens avec Maurice Delarue, Paris, Plon, 1989, 323 p. (ISBN 2-259-02222-7)

Citation extraite du livre Une politique étrangère 1959-1969 :

« La volonté, c'est celle d'être soi-même l'artisan de son destin - autant qu'on le peut, et on le peut bien davantage qu'on ne le croit communément. C'est de ne s'en laisser imposer ni du dedans, ni du dehors, ni tout simplement par l'incident du jour. C'est de pratiquer une politique délibérée, voulue précisément, que l'on définit soi-même. Se laisser imposer sa politique, c'est d'ailleurs être assuré de recueillir, de chaque action, les seuls désavantages. »

## Dans la fiction
Dans la mini-série De Gaulle, l'éclat et le secret (2020), son rôle est interprété par François Guétary.